# Hosaholalu, Heggadadevankote
Hosaholalu là một làng thuộc tehsil Heggadadevankote, huyện Mysore, bang Karnataka, Ấn Độ.